# Steeltown Records
A Steeltown Records foi uma gravadora estadunidense de Gary, Indiana. A empresa foi fundada em 1966, por William Adams (também conhecido por Gordon Keith), Ben Brown, Maurice Rogers, Willie Spencer e Lou "Ludie" D. Washington e esteve mais ativa entre os anos de 1966 a 1972.
Tornou-se conhecida por ser através dela, que o grupo The Jackson 5 iniciou sua carreira musical. O primeiro álbum do grupo foi lançado no início de 1968, antes do mesmo assinar um contrato com a gravadora Motown em 1969. Dois singles do Jackson 5 foram gravados e produzidos em um estúdio de gravação no sul de Chicago: "Big Boy" / "You Changed" e "We Don't Have To Be Over 21 (to Fall in Love) " / "Jam Session". "Big Boy" lançado em 31 de janeiro de 1968, tornou um sucesso de rádio local. Em março do mesmo ano, o grupo assinou um contrato com a Atlantic Records para produzir e distribuir "Big Boy" / "You Changed" nacionalmente e a Atco Records, uma divisão da Atlantic Records em Nova York, foi a responsável por distribuir diversas cópias do material da Steeltown Records, trazendo o nome de "Atlantic-Atco".
Os Jacksons mudaram-se para Los Angeles na Califórnia em 1969. Ben Brown mudou-se para lá em 1985, em parceria com Joe Jackson, tornou-se o presidente da Jackson Records. Em janeiro de 2015, o filho de Brown, Dwayne Joseph Brown e  Alicia Barber, se uniram para lançar a SteelTown Los Angeles.